# Life in One Day
«Life in One Day» es una canción interpretada por el músico británico Howard Jones y el tercer sencillo de su álbum de estudio de 1985 Dream into Action.
En el Reino Unido alcanzó el número 14 en la lista UK Singles Chart y en los Estados Unidos llegó al número 19 en el Billboard Hot 100.

## Video Musical
Un video promocional para acompañar la canción fue producido por Godley & Creme. El video comienza con Howard Jones y la banda tocando en un programa de televisión. A medida que el video continúa, el canal cambia y presenta a Jones en una gran variedad de papeles, con disfraces tan extraños que apenas es reconocible. Parodiaba una variedad de anuncios y programas de televisión de la época, interrumpidos por efectos visuales que simulaban una mala recepción de televisión y otros fallos similares.

## Lista de canciones
sencillo 7"(Edición Reino Unido)
A "Life in One Day" – 3:40
B "Boom Bap Respite" – 2:48
sencillo 7"(Edición Estados Unidos)
A "Life in One Day"
B "Learning How to Love"
maxi 12"(Edición Reino Unido)
A "Life in One Day (Part One)" – 6:45
B1 "Life in One Day (Part Two)" – 7:15
B2 "Boom Bap Respite" – 2:48

## Posicionamiento en listas
| Lista (1985)                          | Máxima posición |
| ------------------------------------- | --------------- |
| Alemania (Offizielle Deutsche Charts) | 57              |
| Bélgica (Flandes) (Ultratop 50)       | 30              |
| Estados Unidos (Billboard Hot 100)    | 19              |
| Nueva Zelanda (Recorded Music NZ)     | 39              |
| Países Bajos (Dutch Top 40)           | 27              |
| Países Bajos (Dutch Singles 100)      | 23              |
| Reino Unido (UK Singles Chart)        | 14              |